# Pegayo
Pegayo is een bestuurslaag in het regentschap Subulussalam van de provincie Atjeh, Indonesië. Pegayo telt 1159 inwoners (volkstelling 2010).